# Indigofera zollingeriana
Indigofera zollingeriana är en ärtväxtart som beskrevs av Friedrich Anton Wilhelm Miquel. Indigofera zollingeriana ingår i släktet indigosläktet, och familjen ärtväxter. Inga underarter finns listade i Catalogue of Life.